# Мігай Верешмарті
Міхай Верешмарті (також Вьорьошмарті; угор. Vörösmarty Mihály; 1 грудня 1800, Капольнашньек — 19 листопада 1855, Будапешт) — угорський поет, прозаїк і перекладач.

## Біографія
Народився в дворянській католицькій родині. Його батько служив керуючим у Надашдь. Поет був закоханий в Етельку Персель, що займала незрівнянно високе положення в суспільстві, і саме цьому нерозділеному коханню угорська література зобов'язана численними шедеврами любовної лірики Верешмарті. Сильні патріотичні почуття Верешмарті знайшли вихід в героїчному епосі «Втеча Залана» (угор. Zalán futása, 1824), що за своїм колоритом і стилем став справжньою перлиною угорської літератури. Цей епос зазначив перехід від класичної до романтичної школи в творчості Верешмарті, і з цього часу Карой Кішфалуді і інші угорські романтики оцінили і визнали в ньому свого. Але, незважаючи на це, Верешмарті жив в дуже обмежених умовах. Він закинув юриспруденцію і повністю присвятив себе літературі, однак критика була до нього неприхильна.
У 1823-1831 Верешмарті написав чотири драми і вісім невеликих романів, частина історичних, частина фантастичних. У заснованої 17 листопада 1830 Угорській академії наук Верешмарті отримав місце на філологічному відділенні, а потім змінив на посту директора Кароя Кішфалуді з річною платнею в 500 форинтів. Верешмарті був в числі засновників Товариства Кішфалуді і стояв біля витоків літературних журналів «Athenäum» і «Figyelmezö».
У 1830-1843 Верешмарті займався переважно драматургією і створив, ймовірно, свою кращу драму — «Криваве весілля» (угор. Vérnász, 1833) отримала премію Академії в розмірі 200 гульденів. Він опублікував кілька збірок віршів, серед яких були його знаменитий патріотичний гімн «Заклик» (угор. Szózat, 1826), а також «Покинута мати» (угор. Az elhagyott, 1837) і «Благородній дамі» (угор. Az hölgyhöz, 1841). Одруження в 1843 спонукало Верешмарті написати новий цикл еротичної лірики.
У 1848 разом з Яношем Арань і Шандором Петефі Верешмарті взявся за переклад творів Шекспіра і працював над «Юлієм Цезарем» і «Королем Ліром».
У 1849 Верешмарті став суддею Верховного суду. Поразка Революції 1848—1849 стало важким ударом для поета-патріота. Деякий час він провів у вигнанні і повернувся в Угорщину в 1850 вже старим. У глибокій меланхолії Верешмарті перебував всю решту життя. У 1854 він написав свій останній великий вірш «Старий циган» (угор. Cigány Ven). Верешмарті помер в Пешті в тому ж будинку, де помер двадцятьма роками раніше Карой Кішфалуді. Похорони поета 21  листопада 1855 на кладовищі Керепеші стали днем національного трауру. Ференц Деак організував збір коштів на користь осиротілих дітей Верешмарті, що залишилися без засобів до існування.

## Пам'ять
Найвідоміший вірш Верешмарті «Заклик» був покладений на музику і часто виконується в кінці урочистих заходів з нагоди національних свят Угорщини. Ім'я Верешмарті носить центральна площа Будапешта, площа Верешмарті.